# 2C-T-3
2C-T-3 (sau đó cũng được gọi là là 2C-T-20) là một loại thuốc ảo giác ít được biết đến hơn so với các chất liên quan như 2C-T-7 và 2C-T-16. Chất này được đặt tên bởi Alexander Shulgin nhưng chưa bao giờ được ông chế tạo hoặc thử nghiệm mà thay vào đó, lần đầu tiên được Daniel Trachsel tổng hợp một vài năm sau đó. Nó được báo cáo là một loại thuốc ảo giác mạnh với liều hoạt động trong khoảng 15–40 mg và thời gian tác dụng từ 8–14 giờ, với các hiệu ứng hình ảnh tương đương với các loại thuốc liên quan như methallylescaline.